# حركة شعبية للعدالة والرفاهية
الحركة الشعبية للعدالة والرفاهية ((بالدنماركية: Folkebevægelsen Ret- & Velfærd)‏) هي حركة سياسية دنماركية أسسها في 21 ديسمبر عام 2006 الأعضاء البارزون السابقون في الحزب التقدمي الدنماركي.
وتعمل هذه الحركة لصالح الحقوق الدستورية للشعب الدنماركي، وتعزيز فرص الأفراد في التنمية، أمن المجتمع والمواطن الدنماركي.
تنشر الحركة مجلة dagens Danmark (تعني بالعربية "الدنمارك اليوم").

## القادة
- كريستيان بول هيركيلد، 21 ديسمبر 2006—

## وصلات خارجية
- Website for the People's Movement for Justice and Welfare